# Myotis muricola
Myotis muricola é uma espécie de morcego da família Vespertilionidae.
Pode ser encontrada nos seguintes países: Afeganistão, Bangladesh, Butão, Camboja, Índia, Indonésia, Laos, Malásia, Myanmar, Nepal, Paquistão, Papua-Nova Guiné, Filipinas, Tailândia e Vietname.